# Juan Carlos Raffo

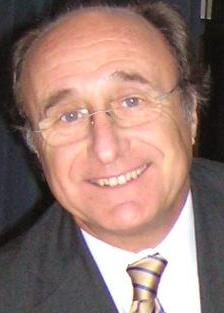
Juan Carlos Raffo (2011)

Juan Carlos Raffo (* 4. August 1946 in Montevideo) ist ein uruguayischer Politiker und Schriftsteller.

## Leben
Raffo, der der Partido Nacional angehört, saß in der 43. Legislaturperiode vom 15. Februar 1990 bis zum 14. Februar 1995 als Senator in der Cámara de Senadores. In der anschließenden Legislaturperiode hatte er dann bis zum 14. Februar 2000 ein Abgeordnetenmandat für das Departamento Montevideo in der Cámara de Representantes inne. Zudem leitete er vom 12. März 1993 bis zum 20. Juni 1994 das Ministerium für Verkehr und öffentliche Bauten.
Raffo ist mit Marta Degeronimi verheiratet und Vater der drei Kinder Verónica, María Laura und Juan Carlos.

## Veröffentlichungen
- Noviembre, Roman, 1976
- Error de persona, 1977
- En búsqueda de Sherlock, 1979
- Un día Montevideo, 2001
- El Informe Maturana, Roman, 2007[3]
- Carabelas en abril, 2011
- Tiatucura, 2012[4]